# Myllena Varginha
Myllena Gusmão Varginha, más conocida como Myllena (Itajubá, Minas Gerais, 15 de octubre de 1978), es una cantante y médica brasileña.

## Biografía
Nacida en Itajubá, en el interior de Minas Gerais, Myllena se crio con su abuela en la ciudad de Carvalhos, también en Minas. Cuando era pequeña recibió como regalo el disco "A Arca de Noé", de Vinícius de Moraes; a los 2 años ya interpretaba las canciones de Rita Lee, según cuenta su abuela. A los nueve años, Myllena decide unirse al coro de la iglesia, debido a las pocas opciones disponibles en el pequeño pueblo. Permaneció en el coro hasta los 11 años. Posteriormente, estudió medicina en la ciudad de Juiz de Fora, en la Universidad Federal de Juiz de Fora, graduándose en 2004.
En 2004, Myllena lanzó su primer CD, Melhor pra mim, con cuatro regrabaciones ("É Ouro Pra Mim", "O Rock Que Você Pediu", "Aquela Estrela" y "I Will Survive", este último de Gloria Gaynor) y seis nuevos canciones, siendo una de ellas, "Agora Vai", la más importante. Según Myllena, la letra habla de una época de dificultades, que no le impidieron seguir adelante.
Prácticamente autodidacta, sólo tomó dos clases de guitarra en su ciudad natal, dedicándose a estudiar en solitario. La cantante dice que siempre estuvo interesada en otros instrumentos de cuerda, como el violonchelo, sin embargo, optó por la guitarra.
Aunque todavía tiene que dividirse entre su trabajo en medicina y los espectáculos nocturnos, Myllena Varginha tomó otros vuelos, realizó varios espectáculos fuera de la ciudad, consiguiendo una gran audiencia y nuevas colaboraciones en las principales capitales.
En 2014 Myllena lanzó el CD "Liberdade de Ser". Durante dos años de preparación, producida por ella y el músico Torcuato Mariano, con dirección musical de Jorge Ailton, bajo de Lulu Santos, se seleccionaron entre 30 y 40 temas, para llegar a los 12 temas del álbum.
Entre las colaboraciones, el álbum cuenta con siete composiciones con Isabella Taviani y una grabación conjunta, "Queria ver você no meu lugar". Myllena también comparte voz con Vander Lee en "Eu Não Quero Ter Razão" y Bruno Miguel, hijo de Márcio Greyk, en "É Só Chamar".
Myllena ya tuvo tres canciones en las bandas sonoras de las telenovelas de la Rede Globo. "Quando" formó parte de la banda sonora de "Caras & Bocas", la reinterpretación de "Cérebro Eletrônico", de Gilberto Gil, fue el tema de apertura de "Tempos modernos", y "Só mais uma de amor" de Lulu Santos, estaba en "Malhação ID".
El diseño gráfico de la portada del CD se inspiró en la canción "Liberdade de Ser", que dio nombre al álbum. Como dijo Myllena:

He sido monja, ejecutiva, pintora de paredes, Salvador Dalí, rockera y ¡hasta payasa! Todo para transmitir al público que somos muchas....¡sin necesidad de etiquetas! ¡Esto es libertad! Poder ser lo que quieras...ser todo lo que eres, ¡al mismo tiempo!

## Vida personal
Está casada desde 2018 con la cantante y compositora Isabella Taviani. En septiembre de 2019, la pareja tuvo a los gemelos Ignácio y Estevão. Los bebés fueron concebidos mediante inseminación artificial, realizada por Myllena.

## Composiciones[9]
- A Letra P
- A última Canção
- Melhor pra Mim
- Não há
- O Rock Que Você Pediu
- Ouro pra Mim
- Quando

## Discografía
| Álbum            | Detalles                                                                |
| ---------------- | ----------------------------------------------------------------------- |
| Myllena          | - Lanzamiento: 2009 - Formatos: DVD, download - Discografica: Som Livre |
| Liberdade de Ser | - Lanzamiento: 2014 - Formatos: DVD, download - Discografica:           |